# Catalina Sandino Moreno
Catalina Sandino Moreno (* 19. dubna 1981 Bogotá) je kolumbijská filmová herečka.

## Životopis
Debutovala roku 2004 titulní rolí ve filmu Joshuy Marstona Maria milostiplná. Za svůj výkon byla oceněna Stříbrným medvědem pro nejlepší herečku na Berlínském festivalu 2004 (o tuto poctu se dělila s Charlize Theronovou, oceněnou za film Zrůda) a trofejí Independent Spirit Awards, byla také jako první Kolumbijka v historii nominována na Oscara. Hrála také chůvu v povídkovém filmu Paříži, miluji tě, Hildebrandu ve zfilmování románu Gabriela Garcíi Márqueze Láska za časů cholery, Aleidu Marchovou v životopisném snímku Che Guevara, objevila se i v thrilleru Twilight sága: Zatmění.

## Filmografie
- 2004 Maria milostiplná
- 2006 Hořká krajina
- 2006 Paříži, miluji Tě
- 2006 Svět drog
- 2006 Fast Food Nation
- 2007 El Corazón de la tierra
- 2007 Láska za časů cholery
- 2008 Che Guevara
- 2008 Che Guevara: Partyzánská válka
- 2010 Twilight sága: Zatmění
- 2012 For Greater Glory: The True Story of Cristiada
- 2013 A Stranger in Paradise
- 2013 Medeas
- 2013 Roa
- 2013 Uvnitř mé hlavy
- 2014 A Most Violent Year
- 2014 At the Devil's Door
- 2014 Swelter
- 2015 Celestina
- 2016 Custody
- 2016 Inkarnace
- 2020 The Quarry
- 2021 The Mystery of Casa Matusita
- 2021 Barbarians
- 2023 Silent Night
- 2025 Balerína: Ze světa Johna Wicka